# Монтнор, Джейден
Джейден Шон Монтнор (нидерл. Jaden Sean Montnor; род. 9 августа 2002, Амстердам) — нидерландский и суринамский футболист, нападающий лимасольского «Ариса» и национальной сборной Суринама.

## Карьера

### «Санкт-Пёльтен»
Футболом начал заниматься в академии «Зебюргии». Также затем прошёл академии таких нидерландских клубов как «Утрехт», АЗ и «Алмере Сити». В июле 2021 года футболист перешёл в австрийский клуб «Санкт-Пёльтен». В клубе футболист вскоре отправился в молодёжную команду, вместе с которой начал выступать в четвёртом по силе дивизионе. Футболист быстро смог закрепиться в команде и затем стал отличаться результативными действиями почти в каждом матче. За основную команду клуба футболист дебютировал 27 ноября 2021 года в матче против венского клуба «Рапид II», выйдя на замену на 86 минуте. Однако на протяжении сезона оставался игроком второй команды, за которую успел отличился 17 забитыми голами и 4 результативными передачами в 19 сыгранных матчах.
К новому сезону летом 2022 года футболист стал готовиться с основной командой австрийского клуба. Первый матч в сезоне сыграл 16 июля 2022 года в рамках Кубка Австрии против клуба «Леобендорф», выйдя на поле в стартовом составе. В следующем матче 23 июля 2022 года, только уже в рамках чемпионата, против клуба «Дорнбирн 1913» отличился дебютным забитым голом. Футболист сразу же стал одним из ключевых игроков клуба. В матче 11 ноября 2022 года против клуба «Амштеттен» отличился забитым хет-триком. По итогу сезона вместе с клубом стал бронзовым призёром Второй Лиги, став вторым бомбардиром и лучшим ассистентом в команде с 8 забитыми голами и 7 результативными передачами.

### «Арис» Лимасол
В июле 2023 года перешёл в лимасольский «Арис», подписав пятилетний контракт. Дебютировал за клуб 21 июля 2023 года в матче за Суперкубок Кипра, где в финале победили никосийскую «Омонию». В июле 2023 года вместе с клубом отправился на квалификационные матчи Лиги чемпионов УЕФА. Дебютный матч в рамках еврокубкового турнира сыграл 26 июля 2023 года против белорусского БАТЭ, выйдя на замену на 80 минуте, также отличившись своим дебютным забитым голом. Дебютный матч в чемпионате сыграл 21 августа 2023 года против клуба АЕК, выйдя на поле в стартовом составе, отличившись забитым голом. По итогу еврокубковых квалификаций вместе с клубом вышел в групповую стадию Лиги Европы УЕФА. Первый матч в рамках группового этапа Лиги Европы УЕФА сыграл 21 сентября 2023 года против чешской «Спарты». Групповой этап Лиги Европы УЕФА завершили на итоговом последнем месте, окончив выступление на турнире. По итогу сезона вместе с клубом завершил чемпионат на итоговом четвёртом месте. За сезон футболист отличился 10 забитыми голами и 6 голевыми передачами во всех турнирах.
Новый сезон за клуб начал 24 августа 2024 года с матча против клуба «Кармиотисса», выйдя на поле в стартовом составе. Первым в сезоне забитым голом за клуб отличился 15 сентября 2024 года в матче против арадипувской «Омонии», также отличившись голевой передачей. Своим первым забитым дублем отличился 30 октября 2024 года в матче Кубка Кипра против клуба АСИЛ. По итогу сезона вместе с клубом стал серебряным призёром чемпионата. Всего за сезон отличился 7 забитыми голами и 3 голевыми передачами во всех турнирах. 

## Международная карьера
В марте 2024 года получил вызов в национальную сборную Суринама. Дебютировал за сборную 24 марта 2024 года в товарищеском матче против сборной Мартиники.

## Достижения
«Арис» Лимасол
- Обладатель Суперкубка Кипра: 2023

## Личная жизнь
- Отец Марсель Урлеманс (род. 1969) — профессиональный футболист.